# Maître de 1537
Maître de 1537 (ou Maître de l’Ecce Homo d'Augsbourg) est le nom de convention d'un peintre flamand actif entre 1520 et 1570, peut-être à Malines.

## Historiographie
En 1924, l'historien de l'art Friedrich Winkler attribue plusieurs tableaux à un maître anonyme ayant réalisé un Ecce Homo qui était jusqu'alors répertorié comme une œuvre de Jan Sanders van Hemessen et présenté à la pinacothèque d'Augsbourg. Winkler le nomme par conséquent « der Meister des Augsburger Ecce Homo » et le considère comme un suiveur de Van Hemessen. Par la suite, une Sainte Famille portant la date de 1537 a été attribuée au même artiste, lui valant ainsi un nouveau nom de convention.
Les œuvres attribuées à ce maniériste flamand se caractérisent par des paysages tourmentés et par des personnages aux traits prononcés et aux postures exagérées. Outre leur proximité stylistique avec Van Hemessen, ces tableaux présentent des similitudes avec certaines compositions de Pieter Coecke d'Alost.

## Œuvres
- Ecce Homo, h/b, 101 × 163,2 cm, réserves de l'Alte Pinakothek, Munich[4] (autrefois à la pinacothèque d'Augsbourg)[5].
- Le Sacrifice d'Abraham, vers 1540, h/b, 129,8 × 156,6 cm, Germanisches Nationalmuseum, Nuremberg[5].
- L'Adoration des bergers, h/b, 54 × 65 cm, collection particulière[6].
- Le Déluge, h/b, 92 × 112,5 cm, collection particulière[1].
- Le Déluge, h/b, 152 × 252 cm, musées royaux des Beaux-Arts de Belgique, Bruxelles[7], (ancienne collection S. Majorin)[5].
- Le Portement de croix, musée archiépiscopal, Vienne[5].
- Le Portement de croix, musée national d'art de Roumanie, Bucarest.
- Le Portement de croix, vers 1550, h/b, 144 × 199 cm, musée des Beaux-Arts de Budapest (selon Urbach, le paysage serait dû au Maître de la Prédication de Lille)[8].
- Paysage avec la vocation de saint Pierre et saint André au bord du lac de Galilée, collection particulière[1].
- La Sainte Famille, 1537, h/b, 32,5 × 46 cm, collection particulière[2].
- Le Christ et saint Jean enfants, h/b, 59 × 76,5 cm, collection particulière[9].
- Portrait de fou regardant à travers ses doigts (version B), h/b, 33,6 × 23,3 cm, collection particulière[10].
- Portrait de fou regardant à travers ses doigts (version A), après 1547, h/b, 48,4 × 39,6 cm, collection particulière, en dépôt au musée de Flandre, Cassel[10].

Œuvres attribuées au Maître de 1537
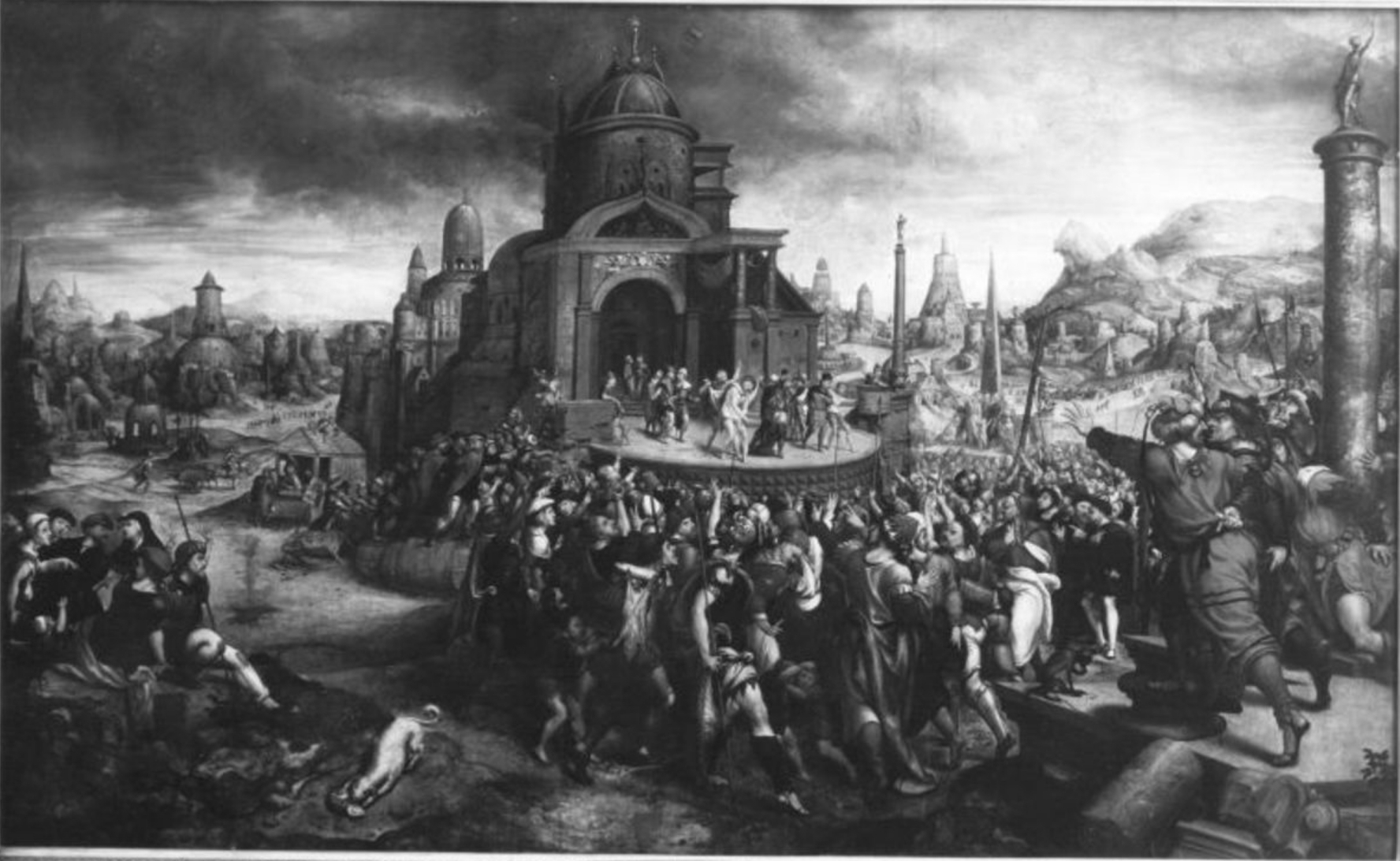
Ecce Homo, Alte Pinakothek, Munich (d'après une photographie en noir et blanc).
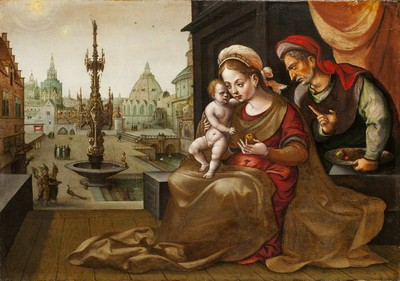
La Sainte Famille, 1537, collection particulière.
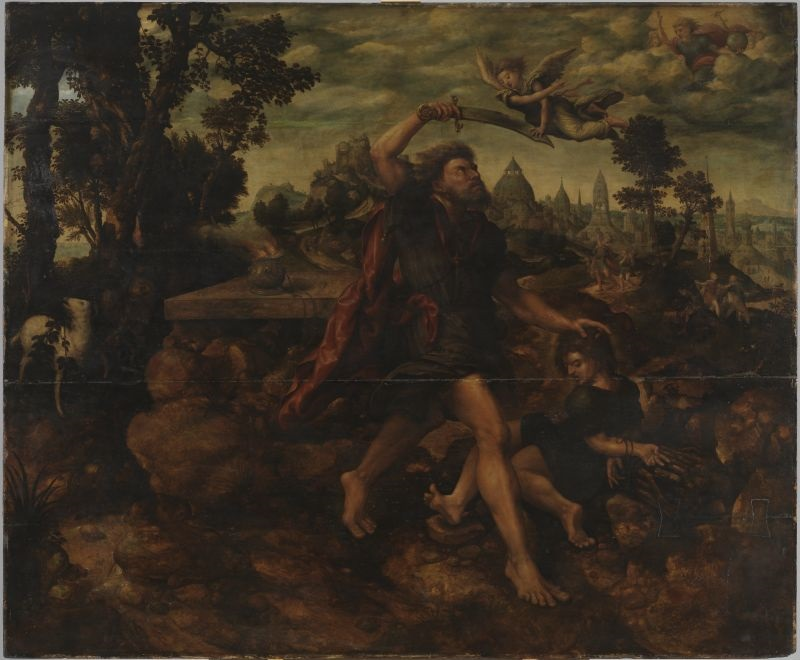
Le Sacrifice d'Abraham, vers 1540, Germanisches Nationalmuseum, Nuremberg.
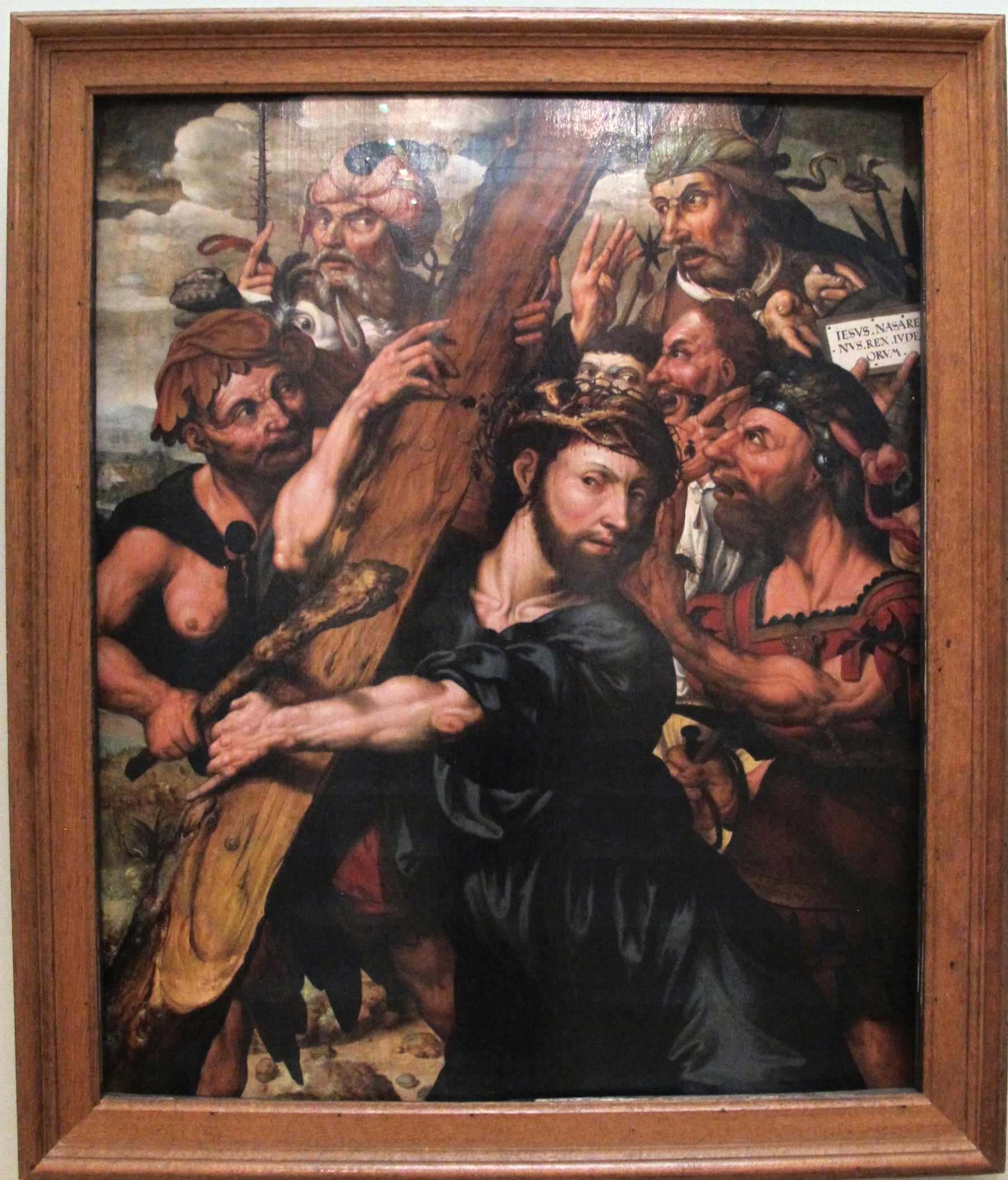
Le Portement de croix, musée national d'art de Roumanie, Bucarest.
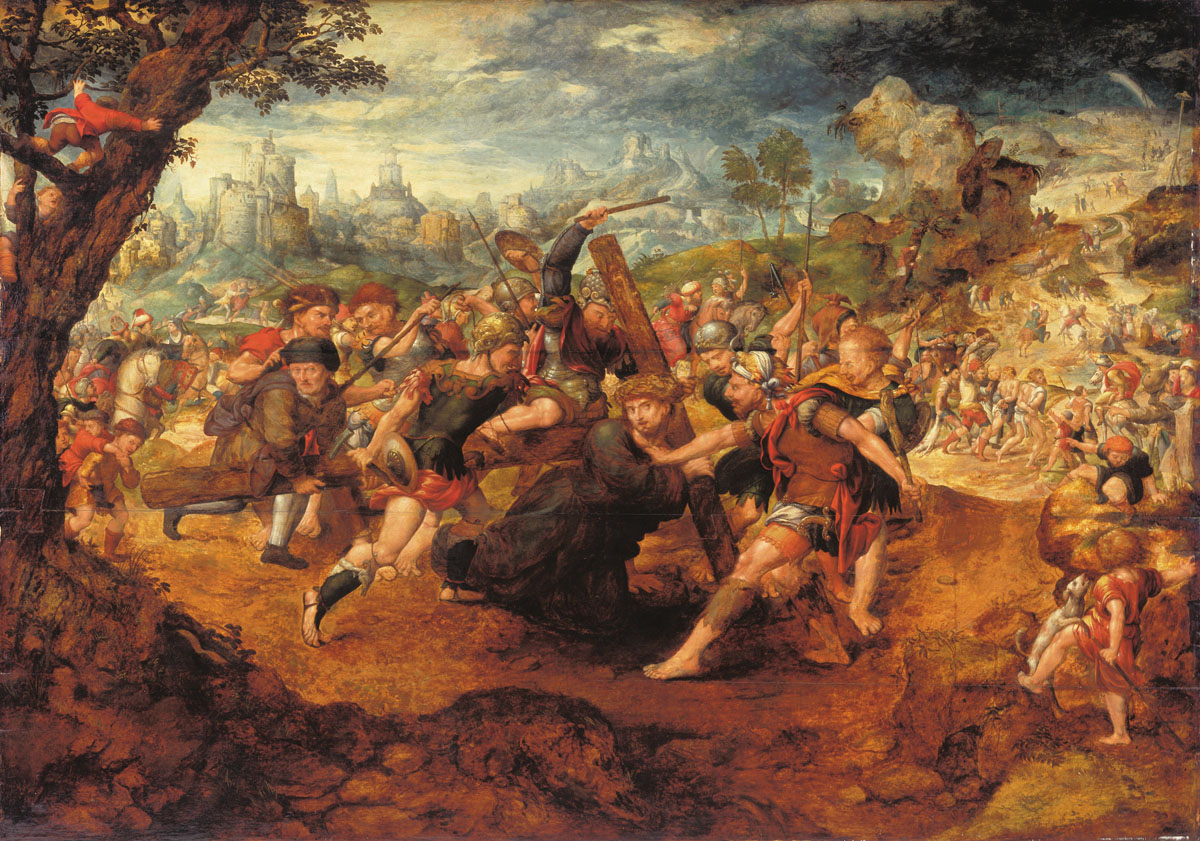
Le Portement de croix, vers 1550, musée des Beaux-Arts de Budapest.
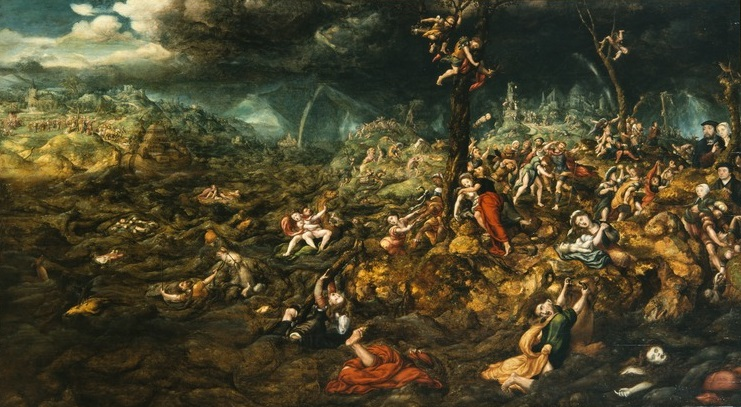
Le Déluge, musées royaux des Beaux-Arts de Belgique, Bruxelles.